# Alberto Benito Guerrero
Alberto Benito Guerreiro é um ciclista espanhol nascido a 3 de março de 1975 na localidade de Madrid (Espanha).Natural de Torrejón de Ardoz Madrid
Nas categorias inferiores foi do Clube Ciclista Torrejón onde desenvolveu a sua carreira até ao ano de 1999. Fez a seu estreia como profissional em 2000 com a equipa Banesto.

## Palmarés
- 2003
  - 1 etapa da Volta ao Bairro de La Viña
  - 1 etapa do Grande Prêmio CTT Correios de Portugal

- 2004
  - 1 etapa da Volta ao Algarve
  - 1 etapa da Volta ao Alentejo
  - 1 etapa do Troféu Joaquim Agostinho

- 2006
  - 1 etapa da Volta ao Algarve

### Classificações mundiais
| Ano | 2005 | 2006 |
| '   | 85   | 487  |

## Equipas
- - Categorias inferiores

Cc.torrejon
- - Banesto (2000-2001)
  - Banesto (2000)
  - ibanesto.com (2001)
  - Paredes-Rotaciona duas Móveis (2002-2004)
  - Paredes-Rota dos Moveis (2002)
  -  Antarte-Rota dos Moveis (2003-2004)
  - Barbot-Pascoal (2005)
  - 3 Molinos Resort (2006)